# Private Collection
Private Collection – trzeci album duetu Jon and Vangelis z 1983 roku.
Utwór "Polonaise", napisany został pod wpływem wydarzeń, które wówczas zaszły w Polsce (wprowadzenie stanu wojennego). Utwór dedykowany Polakom.

## Spis utworów
1. Italian song (2:54)
2. And when the night comes (4:37)
3. Deborah (4:56)
4. Polonaise (5:26)
5. He is sailing (6:49)
6. Horizon (22:53)

słowa - Jon Anderson

muzyka - Vangelis

## Muzycy
- Jon Anderson - wokal
- Vangelis - instrumenty
- Dick Morrisey - saksofon w "And when the night comes"